# 지우르지우주

주 문장

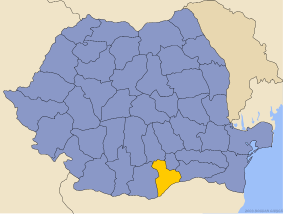
지우르지우주의 위치

지우르지우주(루마니아어: Judeţul Giurgiu)는 루마니아 남부 문테니아 지방에 위치한 주로, 주도는 지우르지우이며 면적은 3,526km2, 인구는 297,859명(2002년 기준), 인구 밀도는 84명/km2, ISO 3166-2 코드는 RO-GR이다. 동쪽으로는 컬러라시주, 서쪽으로는 텔레오르만주, 북쪽으로는 일포브주와 듬보비차주, 남쪽으로는 불가리아 루세주, 실리스트라주와 접하며 1개 시와 2개 마을, 51개 지방 자치체를 관할한다.

## 인구
주 전체 인구 가운데 96% 이상은 루마니아인이며 3.5%는 로마인이다.

## 지리
루마니아 평원 남부에 위치한다. 지형은 평탄한 편이며 작은 하천이 흐른다. 남쪽으로는 불가리아와 국경을 이루고 있는 다뉴브강이 골짜기를 형성하며 북쪽으로는 아르제슈강과 듬보비차강이 흐른다.